# Hana Hegerová
Hana Hegerová   (Bratislava, 20 d'octubre de 1931 - Na Homolce Hospital, 23 de març de 2021) va ser una cantant i actriu txeca i eslovaca. La crítica estrangera la va batejar com “la gran dama de la cançó” o “l'Édith Piaf de Praga”.

## Biografia
Nascuda Carmen Farkašová, de 1937 a 1942, Hana Hegerová va anar a l'escola de ballet del Teatre Nacional de Bratislava. Després de graduar-se a l'escola secundària a Komárno el 1950, va treballar com a secretària de les fàbriques de Škoda i com a professora en una escola. De 1951 a 1953, va prendre classes professionals de teatre al Conservatori de Teatre Estatal, després el 1957 es va incorporar a la companyia de teatre Petr Jilemnický de Žilina.
El 1954 va interpretar el paper principal a la pel·lícula Fronaamb el nom de Hana Čelková. El mateix any va cantar al Tatra Revue de Bratislava. Quan arriba a Praga, l'actor Jan Werich li ofereix un compromís al teatre ABC, que rebutja. Del 1958 al 1961 va tocar al teatre Rokoko de Praga i del 1961 al 1966 al teatre Semafor on va aparèixer a l'òpera de jazz Dobře placená procházkade Jiří Suchý (llibret) i Jiří Šlitr (música). També protagonitza la pel·lícula Konkurs de Miloš Forman (1963).
El repertori d'Hana Hegerová incloïa moltes cançons d'autors txecs i eslovacs, però també versions txeces de cançons del repertori d'Édith Piaf, Jacques Brel ("Ne me quitte pas "), Léo Ferré i cançons de Kurt Weill ("Surabaya Johnny","La Chanson de Barbara"). El 1967 va actuar a l'Olympia de París amb cançons de Jacques Brel i Charles Aznavour. També canta a l'Exposició Universal de Montreal. Del 1977 al 1981, durant la normalització de Txecoslovàquia, ja no va poder fer gires a l'estranger, i fins i tot els seus recitals es van restringir a Txecoslovàquia.
El 2002, va rebre la medalla de bronze al mèrit de la Repúblicseznam-vyznamenanycha Txeca de mans del president txec Václav Havel i el 2014 la Gran Creu de l'Orde de Tomáš Garrigue Masaryk.